# Dupuy de Lôme (U-Boot)
Die Dupuy de Lôme (Kennung: Q 105) war ein U-Boot und Typschiff der gleichnamigen Klasse der französischen Marine, das von 1916 bis 1935 in Dienst stand. Es war Bestandteil einer Klasse aus zuerst acht Booten. Der Bau der letzten sechs Boote wurde allerdings erheblich verändert, sodass die Klasse am Schluss nur aus den Booten Dupuy de Lôme und Sane bestand, während die anderen Boote eine eigene Klasse bildeten.

## Geschichte
Die Dupuy de Lôme war Teil des französischen Marinebauprogramms von 1913. Nach den erfolgreichen Fahrten der Gustave Zédé beschloss die Marineleitung eine verbesserte Variante zu bauen. Das Ergebnis war die Dupuy de Lôme. Wie bei der französischen Marine üblich wurde das Schiff nach einem bekannten Mann benannt, in diesem Fall nach Henri Dupuy de Lôme. Dieser war auch Namensgeber für den Panzerkreuzer Dupuy de Lôme. Das Boot gehörte zur französischen Marokko-Flottille. Es wurde 1915 in den Dienst gestellt. Nach umfangreichen Auf- und Umrüstmaßnahmen 1922 blieb das Boot bis 1935 im Dienst und wurde anschließend verschrottet.

## Technik
Allgemein ist das Boot an die britische K-Klasse angelehnt, von denen es sich allerdings in einigen Punkten unterschied.

### Antrieb
Die Dupuy de Lôme war ursprünglich mit einem Elektromotor für die Unterwasserfahrt und einem Dampfkolben für die Überwasserfahrt ausgerüstet. Als der Erste Weltkrieg beendet war, erhielt das Boot 1922 einen Dieselmotor anstelle des Dampfkolbens. Die Dupuy de Lôme und das Schwesterschiff Sáne blieben die einzigen Boote ihrer Klasse, die noch die Ölbefeuerung erhielten. Mit dem 1922 eingebauten Diesel nahm die Leistung des Bootes zwar ab, doch zeichnete sich der Diesel durch eine höhere Robustheit aus. Die Kraft der Motoren wurde auf eine Welle übertragen, die eine zweiblättrige Schraube bewegte.

### Bewaffnung
Das Boot war mit zwei kleinen Kanonen im Kaliber 5,7 cm bewaffnet. Im Gegensatz zu deutschen Booten wurde hier auf eine stärkere Kanonenbewaffnung verzichtet, da man den Torpedo als die absolute Hauptwaffe der Unterseeboote betrachtete. Das Boot verfügte über acht Torpedorohre am Bug und den Seiten, wobei zwei Torpedorohre am Bug angebracht waren, die anderen sechs sich allerdings auf den restlichen Schiffskörper seitlich, nach Backbord und Steuerbord gerichtet, verteilten. Eine Torpedobewaffnung in achterliche Richtung war nicht vorgesehen.